# マレー作戦
マレー作戦（マレーさくせん、馬来作戦）は、1941年12月8日に太平洋戦争/大東亜戦争で日本軍が実施した南方作戦内のイギリス領マレー方面の作戦。マレー作戦では本戦争において全ての他の作戦に先行して攻撃が開始された。
南方作戦陸海軍中央協定で定められた作戦名称はE作戦。シンガポール島攻略を最終目標にしており、1942年2月15日にそれを達成した。

## 計画

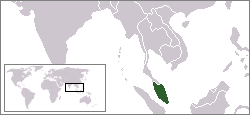
英領マレー。マレー作戦の最終目標であるシンガポール島はこの南端にあった。

日本軍は南方作戦の実施を開戦と同時に行うことを計画していた。南方作戦の目標は、香港、シンガポール、マニラの重要軍事拠点を覆滅して東アジアにおける英米勢力を一掃するとともに、国力造成上の見地からスマトラ、ジャワ、ボルネオ、セレベスおよびマレーなどの重要資源地帯を攻略確保することであった。南方作戦の攻略目標は、マレー、ジャワ、フィリピンの三つが柱になっていた。そして、資源地帯の蘭印の中心ジャワを最終目標とし、対米作戦を重視する海軍はアメリカ領のフィリピンを先攻重視して右回りする作戦を主張し、英米可分を期待していた陸軍はマレーを先攻重視して左回りする作戦を主張した。左右の作戦は並行して行われるが、どちらを先攻させるか、あるいは両方同時に攻める二本建てかが問題であった。
また、南方作戦の議論ではマレー上陸作戦を開戦劈頭（）急襲的に行うか、航空撃滅戦後に実施するかが課題となった。陸軍は南方作戦の根本方針を先制急襲としており、英領のシンガポールの早期攻略を企図していた。そのため、マレー上陸案として航空撃滅戦と同時に数地点に急襲上陸する甲案を企図した。しかし、この案は英航空戦力をそのままにして長途の渡洋接敵ののち上陸することであり、上陸の前日に企図が暴露することは必然と考えられ、輸送船団や護衛艦隊に大きな損失が出ると予想された。そのため、海軍はこれに反対し、航空撃滅戦を行った後に上陸を行う乙案を出した。その後、議論が重ねられ、甲案を本則として乙案の場合は先遣兵団集合点出発前にこれを決定特令することになった。しかし、敵の航空を撃滅しない危険は残り憂慮され、上陸失敗の場合の対策も講じられた。
南方攻略作戦はマレーからの左回り作戦とフィリピンからの右回り作戦の二本建てでジャワを目指す案となって、1941年10月29日までに南方作戦陸海軍中央統帥部における南方作戦の計画書類の策定が終わり、マレー作戦は南方作戦陸海軍中央協定において作戦名称は「E作戦」と定められた。南方作戦陸海軍中央協定には、「英領馬来（マレー）に対する作戦目的は、同方面の敵を撃破して其の要地特に新嘉坡（シンガポール）を攻略し、東亜に於ける英国の根拠を覆滅するに在り」と定められている。陸軍は南方軍作戦計画のマレー方面については、第一期は「第二十五軍（四師団基幹とす）は海軍と協同し速やかに「シンガポール」を攻略す」、第二期は「第二十五軍は海軍と協同し「シンガポール」「ペナン」等馬来方面の要地を確保する」（以下のスマトラ方面については省略）、第三期は「第二十五軍（三師団を基幹とす）は英領馬来、英領「ボルネオ」及北部「スマトラ」の要域を安定確保す」と定めている。
マレー作戦の最終目的は英領の要のシンガポール島の攻略であり、第二十五軍が南タイ上陸以降に行う作戦はその前哨戦である。そのため、第二十五軍の戦力などはシンガポール島攻略を基礎として決められている。しかし、シンガポール攻略を研究するだけの資料がないため、兵力量算定の前提条件も不明のままで現地軍に一任することとなった。背面攻撃ということもあり、第二十五軍の兵力なら可能であろうと判断されたが、第二十五軍も作戦初期には具体的計画を立てられず、計画に着手したのはクワラルンプール占領後で、準備が軌道に乗ったのはクルアン占領後のことである。
シンガポール島の前面に進出するまでには、困難な渡洋上陸作戦があり、その後さらに千キロメートルを超える長く狭い道を突破する作戦がある。日本が開戦直前に想定した英軍のマレー方面の兵力判断は正規軍7万から8万、義勇軍2万の計10万前後であった。
南方作戦はハワイ、マレー、フィリピン、香港、グアムに対して先制攻撃をもって開始されるが、海軍は期待をかけたハワイ空襲に奇襲が必要とし、陸軍は長途の危険な渡洋作戦からマレー作戦に奇襲が必要とした。ハワイの明け方はマレーの夜半にあたり、マレー作戦のコタバル上陸がハワイ攻撃に先行しない限度でなるべく早く行うように規制する必要があった。1941年11月10日の東京協定でハワイ攻撃を優先すると陸海軍が確認したが、この攻撃要領ではハワイ攻撃は航空部隊が夜間発艦となっており、11月23日に機動部隊が検討の結果から黎明発艦へ変更し、空襲時刻を一時間半遅らせた。海軍は今さら陸軍に延期を申し出るわけにいかず、夜間発艦のハワイ攻撃に合わせて上陸を予定していたマレー作戦の上陸が先行することになった。この作戦は開戦前に宣戦布告を行う予定であった対米開戦とは異なり、宣戦布告無しで対英開戦することは予定通りであった。この時の日本軍の開戦日の暗号は大本営陸軍部第1部第2課作戦班班長補佐瀬島龍三少佐考案の「ヒノデハヤマガタ（ヒノデハヤマガタトス）」である。

## 開戦前の英領マレー
長年イギリスの植民地支配下に置かれていたシンガポールは、日英同盟の破棄以降イギリス軍によって防御設備の強化が進められ「東洋のジブラルタル」とも称されていた。海に面した南側には戦艦の主砲並みの15インチ（38センチ）砲をはじめとする重砲群とトーチカ群が構築され、さらに多数の戦闘機群が配備されて難攻不落の要塞と言われていた。北側のジョホール海峡側および同じく植民地であるマレー半島におけるイギリス軍の防備は手薄であったが、広大なマレー半島そのものが天然の防壁となると考えられていた。上陸可能地点であるタイ領内のシンゴラ（ソンクラ）からシンガポールまでは1,100キロの距離があり、マレー半島を縦断する道路は一本道で両側には鬱蒼たるジャングルとゴム林が広がっていた。さらに半島には大小約250本の河川が流れ、南に撤退するイギリス軍が橋梁を破壊すれば容易に日本軍の進撃を阻止できると考えられた。その間にイギリス軍はシンガポール北側の防備を強化することができると考えていた。
イギリス軍は国際情勢の悪化を受けて、東南アジアにおける一大拠点（植民地）であるマレー半島及びシンガポール方面の兵力増強を進めており、開戦時の兵力はイギリス兵19,600、インド兵37,000、オーストラリア兵15,200、その他16,800の合計88,600に達していた。兵力数は日本軍の開戦時兵力の2倍であったが、訓練未了の部隊も多く戦力的には劣っていた。軍の中核となるべきイギリス第18師団はいまだ輸送途上であった。
また、ヨーロッパ戦線およびアフリカ戦線に主要部隊が張り付かざるを得ない状況であったことから、これらの植民地に配置された兵士の多くは世界各地のイギリスの植民地から集めた異なる民族の寄せ集めであり、統帥には苦心があった。特に多数を占めたインド兵たちは、生活の糧を得るためにイギリス軍に入隊したものの、祖国を植民地支配し抑圧するイギリス人のために、祖国から遠く離れたマレーの地で命を投げ出す理由など持ち合わせていなかった。
空軍については現地司令部から本国へ幾度も増強の要請がなされたが、ドイツ軍に対して劣勢で、その対応だけで手一杯であった本国はこれに対応できなかったため、開戦当時のイギリス空軍の中心はバッファローという二線級機とならざるを得なかった（開戦後の1942年1月後半以降は主力機ハリケーンを順次投入）。さらに、日本軍に対する研究が不十分なイギリス空軍は「ロールス・ロイスとダットサンの戦争だ」と人種差別的な偏見からも日本軍の航空部隊を見くびっていた。

## 経過

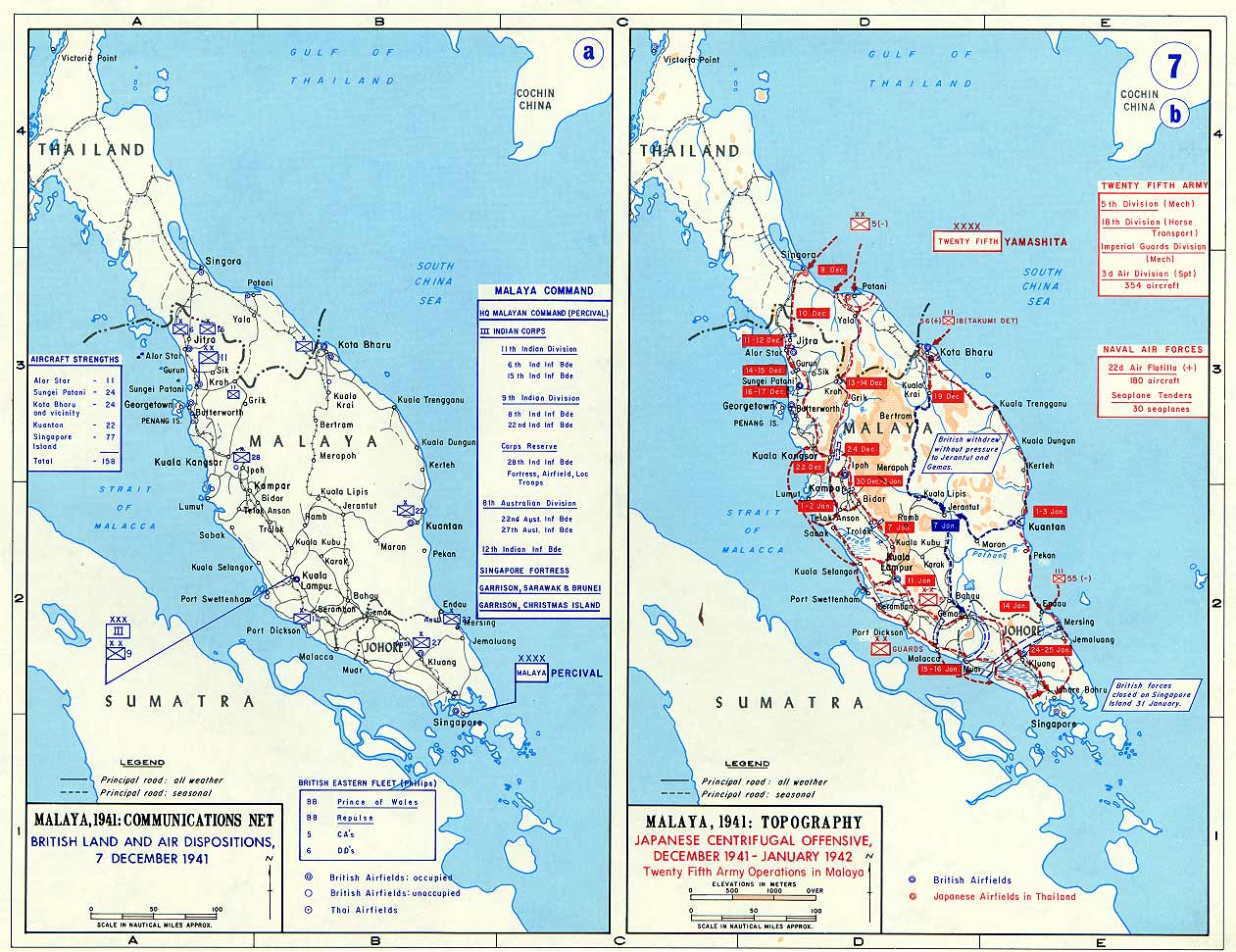
マレー作戦の推移

時間は全て日本時間。

### 渡洋作戦
1941年12月4日、三亞で作戦の全船団の出撃を確認した馬来部隊指揮官・小沢治三郎海軍中将は、最後に馬来部隊主隊を率いて同地から出撃した。マレー攻略船団部隊は午前8時までに警戒航行隊形の制形を終えた。この日は晴れ・風向北・風速5米で、山下奉文陸軍中将以下約2万人の第二十五軍先遣兵団の乗船する輸送船18隻は、小沢中将の指揮する重巡5隻、軽巡1隻、駆逐艦14隻、駆潜艇1隻、合計21隻の艦艇に護衛され、マレー半島を目指して進撃を開始した。一方、南方部隊指揮官・近藤信竹海軍中将も、戦艦2隻、重巡2隻、駆逐艦10隻から成る南方部隊本隊を率いて同日午後12時45分馬公を出撃し、約700海里南西方にあるマレー攻略船団部隊の支援のために続行した。
6日午後1時45分、船団護衛中の各艦は機影を発見し、日本側が英軍機と確認できたその飛行機は船団に接近し、護衛艦艇の射程圏外から偵察を続けた。午後3時、小沢中将は航空機による英軍機撃墜を第一、第二航空部隊に命令した。12月1日に軍令部は輸送船団を偵察する航空機が現れた場合の撃墜を指示していた。また、この朝に今次作戦の機密書類を搭載した陸軍徴用機が中国沿岸に不時着し、それらの書類が中国軍の手に入った疑いがある旨、大本営海軍部から通報もあった。したがってこの撃墜を契機にこの方面で日英が戦闘状態に入り、南方作戦全体に大きな影響を与える心配があったが、小沢中将はこれくらいで破たんすることはないと考えていたという。しかし、両航空部隊は英軍機を発見できなかった。7日午前3時、小沢中将は第二航空部隊に夜間索敵を命じ、午前9時50分、「神川丸」の零式水偵（緒方英一予備少尉）が索敵の帰途に英軍飛行艇（PBY）を発見し、交戦中、約10機の陸軍機がこれを発見して午前10時15分これを撃墜し、午前11時、「山陽丸」艦長がこの報告を小沢に送信した。
予期された英航空部隊の反撃はなく、英艦隊も認めない状況をかんがみ、小沢中将は予定通りの上陸を決意し、「予定どおり甲案により上陸決行、コタバルも同時上陸」の意図を山下中将に伝えて同意を得て、午前10時30分、分進地点に到着すると、各部隊は予定上陸地点（コタバル方面、シンゴラ・パタニ方面、ナコン方面、バンドン・チュンポン方面、プラチャップ方面）に向かって解列分進した。7日夜半、馬来部隊主隊および護衛隊本隊はコタバル沖80 - 100海里付近に達し、英艦隊の反撃に備えながら上陸作戦支援の態勢を整えた。

### 第一次マレー上陸作戦

#### コタバル方面
マレー上陸作戦で最も困難な任務を負ったコタバル上陸部隊は、佗美浩少将（陸士24期）率いる佗美支隊（18師団隷下歩兵第56連隊、山砲兵一コ大隊基幹）で、兵力は約5500名、これを輸送する輸送船「淡路山丸」「綾戸山丸」「佐倉丸」はいずれも優速船であり、「佐倉丸」は防空基幹船として重武装していた。3隻合わせた搭載舟艇は約60隻、一回で2000人を輸送する能力があった。コタバル上陸船団部隊は第三水雷戦隊司令官・橋本信太郎海軍少将の指揮のもと解列後先遣兵団主力船団と並進した。隊形は駆逐艦「綾波」「磯波」、掃海艇2隻、駆潜艇1隻が3隻の輸送船を直接護衛し、旗艦「川内」、駆逐艦「敷波」「浦波」は船団の前方20キロに幅30キロの掃蕩隊形を制形するものだった。1941年12月7日午後4時30分、浦波はノルウェーの商船HAFTHOKを発見し、情報活動の疑いがあったため、自沈させた。さらに午後7時25分、英ブレンハイム型爆撃機を発見したため射撃したが見失った。
1941年12月8日午前1時35分、第一回上陸部隊約1300名は約20隻の舟艇で隊形を整えてコタバル陸岸へ進発した。第二回上陸部隊は第一回の30分後に出発予定であったが遅れ、午前2時45分、那須歩兵連隊長以下が出発した。午前3時30分、第一回の舟艇の一部が船団に帰ってきたころ、英軍機3機が日本の船団と艦艇に攻撃を開始し、その後一時間にわたり低空爆撃と機銃掃射を反復した。そのため、橋本少将は揚陸を第二回までで中止し、船団はシンゴラに退避するべきと陸軍に意見を述べたが、陸軍の支隊長は上陸戦闘遂行上認めがたく3回必要であるとして、午前6時30分までに上陸が終了するとの支隊長の判断に基づき、同時刻になったら揚陸状況にかかわらず船団を退避することで合意した。第三回上陸部隊は第一回で使用した舟艇が細切れに戻ってくるのに逐次移乗出発することになった。その間、英軍機4機の反復攻撃により「淡路山丸」が被弾炎上して放棄され、残る2隻の輸送船も被爆して150名以上の死傷者が出た。午前7時、橋本少将は泊地の各艦に退避を命じた。上陸した第一線部隊は英軍の水際陣地に苦戦し、日没までにコタバル飛行場を占領する目標は達せられなかったが、佗美支隊は800名以上の死傷者を出す激戦ののち、8日夜半占領に成功。9日午前にはコタバル市街に突入し、英軍を急追して南進を続けた。
陸軍航空隊の第3飛行集団は、陸軍航空の第一人者となっていた菅原道大少将が指揮し、陸軍航空隊のエリートを集めた精鋭部隊であったが、主力の九七式戦闘機の航続距離が短く十分な航空支援ができていなかった。そこで菅原は今まで培ってきた航空の知識やノウハウを十二分に発揮し、豊かな発想で航空作戦を展開、「上陸部隊が飛行場を占領しだいそこに着陸せよ」という大胆な作戦を、第12飛行団長青木武三大佐に命じた。青木は自ら九七式戦闘機に乗り込んで船団護衛任務に就くと、地上部隊から「敵飛行占領す」との報告がなかったにもかかわらず、自ら先頭に立って決死の覚悟でシンゴラ飛行場に強行着陸した。飛行場はすでに日本軍地上部隊が占領しており、味方の戦闘機が滑り込んできたのを見た日本軍将兵は歓声をあげ、作戦成功の知らせを受けた菅原も喜んでいる。菅原は占領したての飛行場に九九式双発軽爆撃機を進出させて、周囲のイギリス空軍の飛行場を攻撃させて制空権の獲得に努めた。
コタバルを引き揚げてシンゴラに移動した「川内」の橋本少将は陸軍戦闘機隊によるコタバル上空警戒の実施を第二十五軍司令部に要請しようと参謀を派遣したが、作戦中の混乱で連絡が取れなかった。しかし、コタバルで苦戦中の佗美支隊を見殺しにもできず、午後3時40分、橋本少将は「川内」と駆逐艦4隻でシンゴラを出発し、パタニ方面の駆逐艦2隻にも合同を命じた。そのため、コタバル再揚陸は生き残りの2隻の輸送船に対して、軽巡1、駆逐艦10、掃海艇2、駆潜艇1、計14隻が護衛することになった。
午後4時、橋本少将は馬来部隊に海軍航空部隊の支援を電請した。9日午前7時20分頃、輸送船は陸上戦闘の状況が不明のため、8日の錨地に投錨し（9日の錨地はツンバット港沖の予定だった）、コタバル揚陸作業を再開した。午前9時50分、日本の陸軍戦闘機が上空警戒を開始。護衛部隊は徐々に引き上げ、最後に残った第十九駆逐隊第一小隊も輸送船の揚陸を終えると午後6時30分に引き上げた。なお、擱座状態の輸送船「淡路山丸」は、12月12日にオランダ潜水艦「K12（nl）」の雷撃を受けて全損となった。

#### シンゴラ・パタニ方面
シンゴラはマレー国境近くのタイ領であり、第二十五軍先遣兵団は主力はシンゴラから、安藤支隊はパタニ、ターベから上陸し、マレー国境を突破し、所在の英軍の抵抗を排除してケダー州西部を南進しようと計画した。8日午前4時12分、シンゴラの第一回上陸部隊の先頭部隊が上陸に成功、上陸後は英国領事館を占領し、シンゴラ港に上陸根拠地と水上基地の設営を始めた。陸海の航空部隊が陸戦支援、哨戒を実施した。
パタニ、ターベ上陸を行う安藤支隊（指揮官は歩兵第42連隊長安藤忠雄大佐）は歩兵第42連隊を基幹とする人員約7200名、車両約230からなる部隊であり、輸送船6隻に分乗した。このうち歩兵一個大隊に各種部隊を加えた約2800名がターベに上陸する部隊で輸送船2隻に分乗していた。支隊の任務は主力をパタニ河口西岸に、一部をターベ北方に上陸させ、パタニ、ターベ両飛行場を占領し、ケダー州に進撃することだった。8日午前3時、パタニ・ターベ部隊ともに上陸開始に成功する。パタニではタイ軍の反撃があったが、午前11時40分頃、タイ軍は降伏した。夕刻までに両飛行場ともに占領に成功した。
なお、安藤支隊を運んだ輸送船のうち「東山丸」「金華丸」「阿蘇山丸」は、重資材の揚陸作業を続行中の12月12日、オランダ潜水艦「O16」の攻撃を受けて大破着底した。

#### 宇野支隊
宇野支隊（指揮官は歩兵第143連隊長宇野節大佐）は第十五軍第五十五師団の一部で、歩兵第143連隊を基幹とする各種部隊から成り、その任務は、佛印からタイに陸路進駐する近衛師団と呼応して、南部タイ各地に上陸して付近の飛行場を占領し、第二十五軍のマレー攻略を容易にするとともに、すみやかにマレー半島を横断してその西岸ビクトリア・ポイントに達し、その飛行場を占領して馬来方面作戦部隊の側背を掩護するのにあった。宇野支隊の上陸地は、ナコン、バンドン、チュンポン、プラチャップであった。別に吉田支隊（近衛歩兵第四連隊第三大隊基幹）が海軍艦艇の護衛を受けず、輸送船「白馬山丸」に乗船して、単船でバンコク南方海岸に上陸する。分進地点で分かれた宇野支隊船団は、「占守」がナコン船団を、「香椎」がチュンポン、バンドン船団を護衛し、プラチャップに向かう輸送船には護衛艦艇はつけられなかった。
7日午後9時頃、タウ島の東30海里でバンドン、チュンポン船団は両方面に分離し、「香椎」はバンドンの輸送船「山浦丸」を護衛した。バンドン上陸部隊の舟艇隊は8日午前8時40分、シーラット河口を発見して遡江を開始、午前10時頃、バンドン市に突入し、同日中に飛行場を占領した。宇野支隊長の直率するチュンポン船団は8日午前3時頃に泊地に侵入し、上陸後はタイ軍の抵抗を受けたが、武装を解除させ、飛行場を占領した。
ナコン船団の第一回上陸部隊は8日午前4時頃に舟艇隊を出発させたが、豪雨の影響で午前5時20分頃ようやく海岸に達した。しかし、目指すパクパーン河口の発見に手間取り、午前7時30分発見して遡江を開始。午前10時頃、ナコン駅付近に達し、若干のタイ軍の抵抗を排除してナコン市周辺と飛行場を占領した。
プランチャップに向かった上陸部隊は午前6時30分頃上陸し、タイ軍の抵抗を制圧し、飛行場を占領した。

### マレー沖海戦

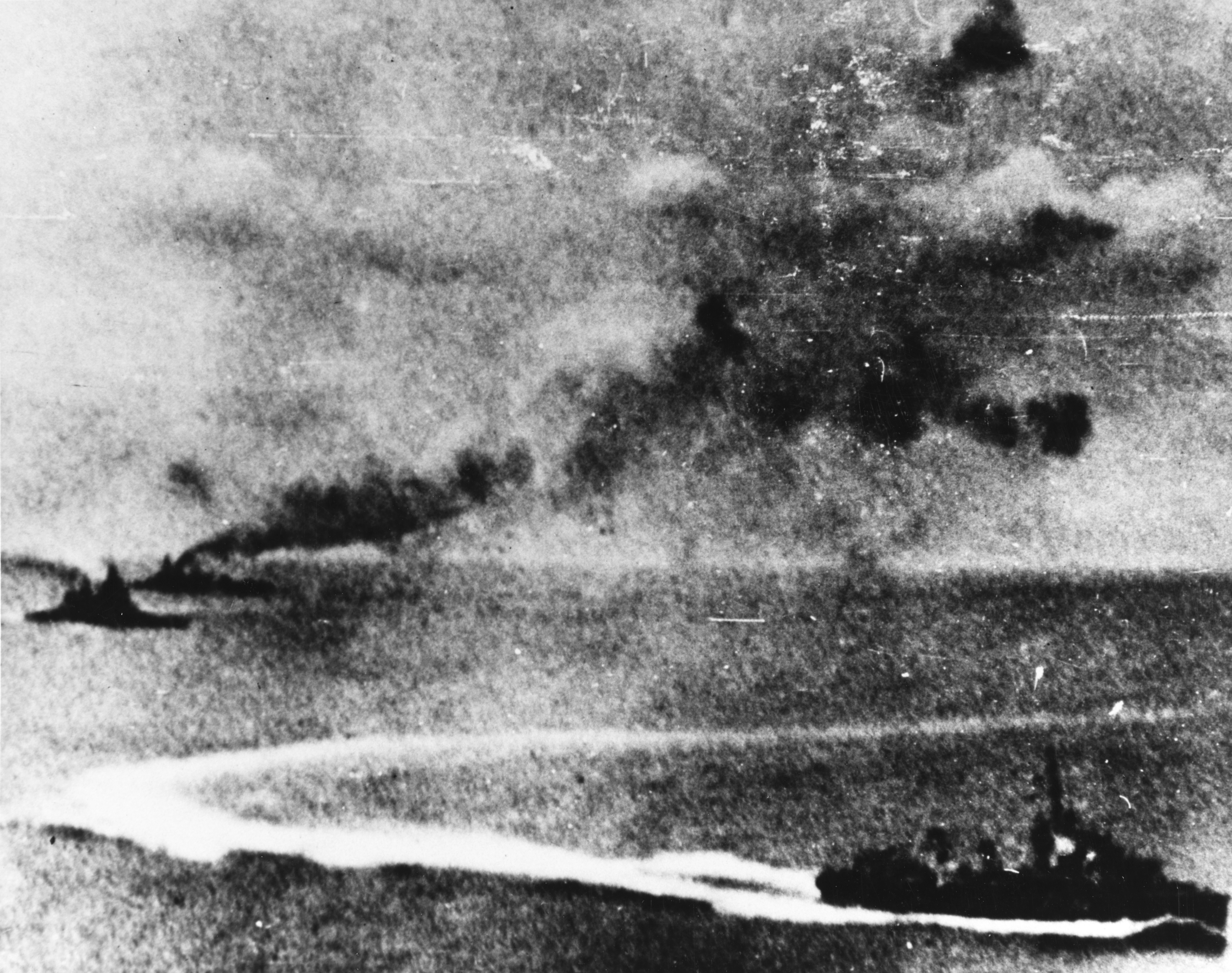
マレー沖海戦におけるプリンス・オブ・ウェールズとレパルス

1941年12月9日午前0時、マレー第一次上陸作戦を概成したと判断した馬来部隊指揮官の小沢治三郎海軍中将は、マレー第二次上陸作戦と英領北ボルネオ攻略作戦の編制に切り替えた。海軍の第一航空部隊による開戦初頭のシンガポールに対する空襲は相当の成果を収めたと判断され、陸軍の第三飛行集団の北部マレー方面の航空作戦はおおむね順調に経過している模様であった。英航空部隊の活動は一般的に低調なため、防備に追われ、消極作戦に終始しているものと判断された。
9日午後2時30分、馬来部隊司令部は、英戦艦がセレター軍港に在泊しているという陸偵報告を受信した。英艦隊は将来的に好機をつかんで反撃に来る公算があるため、南シナ海の哨戒強化、セレター在泊中の英戦艦に航空攻撃を加えて同港からの後退を強要する必要があった。さらに作戦海面では敵潜出没の報が頻繁にあり、少なくとも3隻以上の潜水艦が作戦に従事している様子で各部隊は対潜掃蕩を徹底してその制圧撃破を図る必要もあった。これらの情勢判断に基づき、小沢中将は主に航空部隊と潜水部隊をもって英海空部隊の反撃に備え、水上部隊の大部分は次期作戦の準備を行うと定めて発令した。一方、開戦前に日本の船団の接近を知った英東洋艦隊司令長官トーマス・フィリップス中将は、英艦隊で出撃して日本船団を攻撃する決意をして、8日午後6時55分、戦艦2隻（プリンス・オブ・ウェールズ、巡洋戦艦レパルス）、駆逐艦4隻（エレクトラ、エクスプレス、テネドス、オーストラリア籍のヴァンパイア）を率いてシンガポールを出撃していた。
9日午後3時15分、伊65（原田毫衛艦長）が艦影二を発見、英艦隊発見の第一報を打電した。その後見失ったが、10日午前4時41分、潜水艦による再発見の報で英艦隊が反転してシンガーポールに避退中と知った南方部隊指揮官：近藤信竹海軍中将は、午前5時、これを追撃するとともに、第一航空部隊及び潜水部隊に対し「敵ハ〇三四一地点フモロ四五ヲ「シンガーポール」ニ向ケ遁走中ナリ　航空部隊及び潜水部隊ハ極力此ノ敵ヲ捕捉撃滅スベシ」と命じた。第一航空部隊による索敵攻撃が行われた結果、午後1時頃、イギリス東洋艦隊の戦艦「プリンス・オブ・ウェールズ」と巡洋戦艦「レパルス」が撃沈された。航行中の戦艦を航空機だけで撃沈した世界初の海戦となった。

### 第二次マレー上陸作戦
12月12日午後7時、カムラン湾から輸送船「智利丸」「錦隆丸」が出撃しシンゴラへ先行したのに始まり、英領ボルネオ攻略部隊、マレー上陸部隊などが続き、13日午後12時20分、最後に小沢中将が「鳥海」「鬼怒」を率いて出撃した。マレー上陸のために分離した輸送船は途中敵襲を受けることなく、16日午前4時45分コタバル、午前10時シンゴラ、午前11時パタニ、午後11時ナコン、17日午前6時バンドンの各泊地で揚陸を開始した。
この作戦は英軍の戦艦2隻を撃沈した後だったので水上部隊に反撃される公算は低く、陸軍第三飛行集団の作戦成果により航空部隊の反撃を受けることも全くなく終了した。唯一潜水艦が脅威であり、すでに揚陸を終えたものを中心に輸送船が数隻撃沈されたが、日本もオランダ潜水艦「O20」を撃沈した。

### マレー半島作戦
1941年12月8日、第25軍司令官山下奉文中将はシンゴラに上陸して戦闘司令所を開設して作戦指導に当たっていたが、第五師団がアロルスターを占領すると16日に同地へ司令所を推進してケダー平地の作戦を指導した。作戦初期の指導の主眼は、各部隊をペラク河の橋梁確保を目的に突進させることにあった。このため、河村部隊方面は辻政信参謀が、安藤支隊方面は朝枝繁春参謀が第一線で指導に当たった。
第五師団主力はシンゴラ上陸後、佐伯部隊（佐伯静夫中佐）を国境に向かわせ、夜襲で敵を撃破し8日夜サダオを占領。河村部隊（河村参郎少将）は上陸後部隊の集結を図ってサダオに急進して国境突破の準備をさせた。佐伯部隊は河村部隊の指揮下に入り、9日河村少将は佐伯部隊に国境への突進を命じ、逐次サダオの歩兵第41連隊の半部を追及させ、敵陣地への攻撃を始め、11日午後8時20分ごろ敵はジットラ方向に退却したが、その後同方向より反撃もあり、12日午後5時30分ごろ英軍は全面的に退却を始めた。また、鉄道突進隊はシンゴラ上陸後は停車場を占領し、押収列車で8日午前5時20分シンゴラ駅を出発して南進を始めたが、タイ軍の抗戦で突進を阻止され、徒歩攻撃に移った。午後12時ごろタイと停戦したため、列車で前進、途中鉄橋が爆破されており、10日徒歩前進に移った。第五師団長からアロルスターに突進して河村部隊の戦闘を支援するように指示され、11日にケーテリー駅を奪取、12日夜に河村部隊に英軍が敗退、突進隊は追撃に移り、12日午前8時30分ごろアロー駅付近を攻略、続いてアロルスター方向に残敵を追撃した。12日午後8時、第五師団長・松井中将は河村部隊にアロルスターに向かい突進を命じる。13日午前11時ごろアロルスターに達し、一部の敵を撃破して占領した。
安藤支隊はパタニおよびタペー上陸以来南進し、12月15日タイとマレーの国境を突破し英領クロウに進入し、その後は戦闘を続け、23日カンポンボクメルバウ付近を前進中に大きな爆発が聞こえた。安藤支隊の到着前に攻撃目標にしていたペラク河の橋梁は爆破されていた。
開戦時に佛印からタイのバンコクまで陸路進駐した近衛師団主力は12月11日の南方軍命令で第25軍に復帰することになり、第15軍（タイ方面）と第25軍の協議によって、先発隊として正木支隊（支隊長は近衛歩兵第4連隊長・正木宣儀大佐）を編成した。14日、第25軍直轄となった正木支隊は安藤支隊の進路をベトン（タイ、マレー国境の部落）まで前進せよと命じられ、17日ベトンに到着した。15日、正木支隊はクロウ以降安藤支隊と分かれ、プキマタジャム（ペナン東東南）に前進してペナン島攻略準備をするように命じられた。クロウの英軍はペナンに退却したため、第25軍は正木支隊にペナンを攻略させるつもりだったが、18日すでにペナンからも撤退したという情報が入り、第五師団長はペナンに歩兵約二個中隊をペナンに派遣して正木支隊を待つように命じた。ペナン支隊は19日午後4時30分ペナン島を占領した。ペナン島はシンガポール島とともに最後まで死守されると考えられていた場所だったため、放棄されたのは予想外であった。近衛師団は17日以降さらに部隊の主力を正木支隊下に合流させ、12月21日から1月上旬の間、逐次マレーに転進をはじめ第25軍に復帰した。

#### クワンタン攻略
1941年11月18日に締結された西貢協定では、第十八師団の主力で2月6日ごろクワンタン、メルシン地区に上陸作戦を行うように予定していた。これは戦況の推移により変更する性質のものであった。南方軍首脳部はこの上陸作戦を早期に敢行してシンガポール攻略を短縮してジャワ攻略までの全作戦日程を切り詰めようという構想を持った。12月13日、クワンタン攻略作戦（Q作戦）として南方軍総司令官寺内寿一大将の決済を得、メルシン、エンドウ方面の上陸作戦（S作戦）も研究された。
12月14日、南方軍が第25軍司令部に参謀を派遣してクワンタン作戦を中心とする新作戦構想の意見交換を行い、第25軍は佗美支隊にクワンタンへの転進を促進した。クワンタン作戦は、木庭支隊（第18師団二個大隊）をクワンタンに上陸させる作戦で、海軍側は強襲上陸を危惧したため、23日にSおよびQ作戦に関する作戦協定（総協第3号）が結ばれ、上陸に先行してシンガーポールの敵空軍を撃破すべきとする海軍側の意見が取り入れられた。
佗美支隊は12月9日にコタバル市を完全占領したが、前面には英軍が存在した。同支隊は兵力の集結整理を行った後、追撃を実施することに決め、12日午後1時ごろ、先遣隊（第3大隊主力）をタナメラ飛行場に向け追撃させ、ほとんど抵抗を受けずに13日午前3時に飛行場に進出して占領した。その後、マーチャン部落に前進し、銃砲火に阻止されて損害が出たが、後続部隊が攻撃に移ると英軍は日本の突入直前に退却し、日本は主力をマーチャンに留めて一部に追撃させ、14日朝、さらに前進して15日有力な英軍と戦闘になり、16日午後1時ごろ英軍は退却を開始した。南方軍は計画を一部修正してクワンタン上陸作戦を計画中で、上陸に合わせて佗美支隊の主力または一部を南下させて協力させることを要望していた。佗美支隊は攻撃を続け、18日午後ナール河南岸陣地を攻略、夜にはクワラクライに迫り、20日午前8時市街を占領した。これとともにクワンタン方面へ転進のため所要の命令を下した。
佗美支隊は12月22日未明からクワンタンへ転進を開始した。27日にはクワンタン北方地区に進出し、同支隊の迅速な行動により危険な上陸作戦を行う必要性が消滅しつつあった。同支隊は三方面からクワンタンに進撃し、12月31日には軍の要求通り同市付近一帯を奪取したが、飛行場は遠くクワンタン河右岸にあり、英軍主力の補足撃滅の企図も達成できなかった。1942年1月1日、クワンタン飛行場攻撃のため前進を開始、3日夜半飛行場占領。木庭支隊はQ作戦の中止に伴い、計画が変更されて12月28日コタバルに上陸し、陸路でクワンタンに到着した。

#### エンドウ、メルシン攻略
1942年1月3日、S作戦に関する航空協定が成立。上陸作戦は船団がシンガポールの鼻先に近迫することでもあり、反撃は激しいと予想され、日本の航空作戦は陸軍第三飛行集団と海軍第二十二航空戦隊による大規模なものであった。12日から空襲を開始したが、英機主力はシンガポールから退避した模様でほとんど敵機を補足することができなかった。
1942年1月12日、S作戦のために陸海軍は協定を成立させた。海軍の直接護衛は「川内」を旗艦とする第三水雷戦隊を主体とするもので実施し、間接護衛は馬来部隊のほぼ全力を使用する予定であった。1942年1月16日、シンガポール方面に空母を含む有力な部隊発見の報告があり、馬来部隊主力はカムラン湾から出発して敵艦隊誘出を図るも現れず19日夕帰投。しかし、第25軍の進撃は順調で1月25日ごろにはジョホール水道に到達できると判断され、18日にエンドウに上陸する予定のS作戦は意義を失った。S作戦は延期された後、中止となった。
S作戦中止で南遣艦隊は南方軍と協議し、第18師団のシンゴラ揚陸とエンドウへの資材・人員の揚陸を引き受けた。S作戦中止により、第18師団はシンゴラに上陸した後、陸路から軍主力に追及せよと命じられた。22日午後6時シンゴラに到着。
1月26日、輸送船団を発見したイギリス空軍は、残存戦力の総力を結集してこの船団を攻撃することとした。まずは、イギリス軍とオーストラリア軍の戦爆連合の編隊34機が来襲したが、上空援護していた第11戦隊と援軍として到着した第1戦隊が迎撃して17機を撃墜して撃退した。その後に第2波の約20機が来襲したが、弾薬を撃ち尽くして帰還した第11戦隊に代わり、飛行第47戦隊の二式単座戦闘機（鍾馗）2機が迎撃して15機を撃墜してこれを撃退した。輸送船団は軽微な損害を被ったが、揚陸は支障なく続けられた。この大損害によりシンガポールのイギリス空軍は壊滅状態に陥り、こののちイギリス空軍機は殆ど姿を見せなくなってしまった。27日、英軍は駆逐艦2隻でエンドウ泊地に迫ったが、日本の護衛艦艇が迎撃し駆逐艦サネットを撃沈した。
第25軍は1月8日にQ作戦が中止になった木庭支隊に第18師団の上陸支援のために陸路メルシン方面に急行するように命じていた。22日エンドウ陣地に進出したが敵は退却。26日メルシンも市街に突入したがすでに敵はすでに退却していた。

#### クワラルンプール攻略
第25軍はペラク河の橋梁が破壊されると、そのまま渡河して一気に連邦の首都であるクワラルンプールまで急追することを決し、12月25日夕に軍命令を下した。ペラク河の渡河は、第五師団が海上機動部隊との連携に便利な西方のブランジャ方面、近衛師団主力が東方のクワラカンサル方面と決定した。
第五師団では、12月26日に河村部隊の先遣大隊が砲火を冒して渡河に成功し、前岸の敵を駆逐して東部ブランジャに進出。27日、第五師団の戦列部隊の大部が渡河を終える。近衛師団では、12月25日午後6時に正木支隊が主力に先行してタイピンに進入し、近衛師団長は正木支隊の編成を解き、渡河掩護隊（近衛歩兵第4連隊）を先に渡河させて主力の渡河を掩護させることにした。26日、掩護隊に続いて近衛師団主力の渡河が開始し、先に渡河した掩護隊と英軍で戦闘が起き、27日夕に英軍は退却した。近衛歩兵第4連隊はイボウに向かい敗敵を追撃し、29日午前3時までにイボウ及びカンポンケパヤンを占領した。1月2日、師団司令部、第25軍司令部はイボウに進出した。
渡河後の作戦構想は第五師団を第一線として南進させ、近衛師団はゲマス方向に突進してクワラルンプール方面における退路を遮断するように使用する考えであった。
第五師団では、渡河後は余勢による追撃態勢で南進を続けていた。12月30日、歩兵第41連隊がカンポンクアラデイパンを通ずるカンパル河南方高地による英軍に阻止され、前進できなくなった。師団長は戦況が進展しないのを見て、歩兵第42連隊第二大隊（隊長は花輪逸市）に敵の側背に進出するための迂回行動を取らせ、歩兵第11連隊第一大隊（隊長は大本清人）も進出させカンポンクアラデイパン方面の英軍の右側背を脅威させたが、一部の敵と対峙することとなった。31日、大本大隊は午後5時ごろスンゲイシプト方面で攻撃前進に移り、花輪大隊は途中敵に阻止され前進目標のカンパル方面に進出することができなかった。師団は河村部隊に増援を送り、大本大隊方面の戦況の進展、カンポンクアラデイパン西方におけるカンパル河の渡河成功により英軍は退却をはじめ、カンパル付近の主陣地に後退した。師団長は河村部隊にカンパル占領まで攻撃させ、第42連隊（安藤部隊）に追撃させることに決め、1942年1月2日に英軍がカンパルから退却すると安藤部隊に追撃させた。6日午後6時ごろトロラックで英軍の激しい抵抗を受け、昼間攻撃をあきらめ、7日午前5時から戦車中隊（隊長は島田豊作少佐）を先頭に攻撃を開始。午前8時10分ごろトロラックに突入し、午前11時ごろスリムに突入した。島田少佐は九七式中戦車、九五式軽戦車が中核となった夜間突撃を敢行し、これにより1日で全縦深を突破し、逃げ遅れた英印軍1個師団を包囲し壊滅させた。第五師団は追撃目標をタンジヨンマリンからクワラルンプールに変更し、渡辺部隊を安藤部隊と交代させて追撃させ、1月8日午後4時第一線はタンジヨンマリンに進入し、英軍を撃破しながら進撃を続け、11日夜、師団長はクワラルンプールを占領して同地に兵力を集結しシンガポールに向かう作戦を準備することに決めて師団命令を下した。渡辺部隊は11日午後8時ごろクワラルンプールに進入した。
近衛師団では、1942年1月1日、カンパルで苦戦する第五師団に協力すべく、吉田支隊（近衛歩兵第4連隊第三大隊）を編成してテロクアンソン攻略に向かわせ、2日未明に占領した。また、第25軍は近衛師団の一部を第一線に使用することに決め、近衛師団は国司支隊を進撃させ、9日セランゴールを占領、11日午前12時、クワラルンプールの外港の背後にあるクランを占領し、クワラルンプールから海上への退路を遮断した。英軍はクワラルンプール付近で抵抗を企図していたが、日本の迅速な進撃により組織的抵抗の余裕を失い、1月10日に飛行場、停車場を自ら爆破し、11日にはほぼその撤退を完了していた。

#### ジョホール・バル攻略
英軍の次の抵抗線はムアル、ゲマスを連ねるおおむねジョホール州境の線、ついでバトバハ及びクルアンを連ねる線と予想された。クワラルンプール以南は地形が開けており、道路網も発達しているので第五師団と近衛師団を並べてジョホール水道の線に急追することにした。しかし、第五師団は休養を要し、戦車第一連隊を基幹とする向田支隊を編成し、水道上を追撃させた。
1月14日、向田支隊の先頭の歩兵二中隊がテカーペツサル河を通過したときに橋梁が爆破され、同時にジャングルから急射があり、オーストラリア第8師団と戦闘になり、空襲も受け、向田は大きな被害を出し、15日も向田支隊は攻撃を続けたが、死傷続出して進展しなかった。この戦況を見た第25軍は14日に第五師団に前進を命じ向田支隊を師団長の指揮下に入れた。15日、第五師団は諸部隊を部署し、前進を命じた。同日午後10時、薄暮攻撃でオーストラリア軍が抵抗を続けていたゲマスへの突入に成功した。16日午前11時、向田支隊は河村少将の指揮下に入る。河村少将は16日薄暮から当面の敵をバツナム付近に向かって攻撃し、以後セガマットに向かい突進を企図し攻撃を準備した。19日午前10時30分バツナムを占領、続いてセガマットに追撃した。豪軍はバツナム東方ムアル河付近に陣地を占領して日本の前進を阻止し、ブローカサップ西側ムアル河の橋梁を爆破した。河村少将はこの陣地の攻撃に移り、杉浦部隊（隊長は歩兵第21旅団長杉浦英吉少将）は安藤部隊を併せ指揮してセガマットに向かい追撃に移ったため、ブローカサップ付近の豪軍は19日夜に退却を始めた。河村部隊はこの敵を追撃し20日午前11時30分セガマットに突入したが、再びセガマット河左岸高地による豪軍に前進を阻止され戦闘になり、同夜同陣地を占領した。
20日、杉浦部隊（隊長は歩兵第21旅団長杉浦英吉少将）が進出すると河村部隊と交代させ、一般方向をアエルヒタムにとって追撃させた。杉浦少将は安藤部隊を第一線として追撃を始め、22日未明、ラビスを占領し、その後、歩兵第21連隊（連隊長原田憲義大佐）をもってヨンペンに向かい追撃させた。師団長は河村部隊をして杉浦部隊に続行した後、ラピス、ヨンペン道を東方に分進し、クルアン方向に突進するように命令した。河村部隊は24日午後4時20分ニョルを占領した。英軍はクルアン、エルヒタム付近で抵抗を企図している模様であり、師団長は25日砲兵隊主力を推進して河村部隊を支援し、速やかなクルアン奪取を決した。25日午後7時、クルアン飛行場を占領、午後11時15分、クルアンを占領。原田部隊は24日午前8時30分ヨンペンに進入し、エルヒタム方向に追撃した。杉浦部隊方面の英軍はアエルヒタム北方および西方高地に陣地を占領し、杉浦部隊がその前進陣地を攻撃した。26日午前5時30分、夜襲でアエルヒタム付近を占領し、追撃に移った。
第五師団はジョホール州に進入して以来、英軍の交通破壊で追撃戦は難渋した。師団長は1月26日に重点をクルアン、レンガム道方面に移して追撃を続行することに決めて命じた。30日午前2時、杉浦部隊はアイエルベンハン通過後、クライで河村部隊に合一し、31日夕、ジョホール・バルに突入した。
近衛師団は1942年1月10日の第25軍命令によって、ラワン以南において第五師団の一部を超越南進し、海岸道に沿う地区よりマラッカ付近を経てシンガポールに向かい敵を急進すべしと命じられた。海岸道に沿い前進中の近衛師団は、17日にムアル河以南地区の掃討を終わってさらに前進していた。近衛師団長は、岩畔追撃隊（隊長・岩畔豪雄大佐）をもってムアル、バリットスロン、ヨンペン、ジョホール道を、国司追撃隊（隊長・国司憲太郎大佐）をもってムアル、バリットスロン、バトパハ道を併列して追撃させた。道中、両追撃隊と激しい戦闘になったバクリ付近の敵の一部に退却の兆候を認めた西村師団長は19日国司追撃隊に対し、戦線を離脱して海岸道方向に転進し、一部でバトパハを攻撃させ、主力でアエルヒタムに突進するように命じた。バクリの英軍はバリットスロンの西方に陣地を占領して抵抗を続けたが、22日殲滅戦でほとんど潰滅した。なお、この後、パリットスロン近郊で、戦後に西村近衛師団長がオーストラリア軍から戦犯として処刑される原因となる、投降して来た百数十名以上ともいわれるオーストラリア兵・インド兵の日本軍による虐殺事件が起きている。
1月22日第五師団がヨンペン北方に進出したため、同地以北では敵の大きな抵抗は予期できない状況となった。そのため、近衛師団は23日午後1時30分、一部をもってヨンペン方向の敵に対抗させ、師団主力をもって海岸方面から急追することを命じた。国司追撃隊は第二大隊主力でアエルヒタム方向の敵に対し、師団左側を援護させ、約二中隊で北方から、連隊主力で東北方からバトパハを攻撃させた。岩畔追撃隊はヨンペン方向に前進予定だったが、師団命令によってセンガラン方向に攻撃前進した。25日午前12時、国司追撃隊はバトパハに突入し、夕刻同市を占領した。こうしてジョホール州南部における英軍の組織的抵抗はついに崩壊し、近衛師団はジョホール・バルに向かい追撃を始めた。岩畔追撃隊は31日夕刻ジョホール水道に到達し、国司追撃隊は31日午後11時カンカルチョウに進出し、以後近衛師団はジョホールバル西北方地区に兵力を集中してシンガポール攻撃を準備した。
英軍側は、ABDA司令部司令官・アーチボルド・ウェーヴェル (初代ウェーヴェル伯爵)大将がジョホールでの戦闘は不利と判断し、1月28日に全英軍のシンガポール撤退を決心し、撤退を参謀本部に打電し、30日夜撤退を開始した。マレー軍司令官アーサー・パーシヴァル中将は「撤退は日本軍の妨害もなく実施され、1月31日をもってジョホールバル橋頭堡部隊と行方不明のものとを除き、全部隊はシンガポール島の撤退を完了した」と報告した。
日本陸軍は12月8日の上陸からジョホール・バル占領に至るまでの55日間で、95回の戦闘を行い250本の橋梁を修復、1100キロを進撃し、海上機動距離は650キロ。陸戦戦果は遺棄死体が約5000名、捕虜が約7800名。第25軍は戦死者1535名、戦傷者2257名。第三飛行集団は戦死者185名、戦傷者180名。

### マレー作戦の航空戦

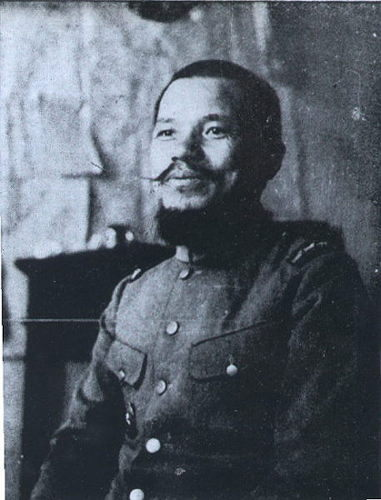
マレー作戦で活躍した飛行第64戦隊指揮官加藤建夫中佐

第3飛行集団は優勢に航空作戦を進めていたが、イギリス空軍はゲリラ的少数機で日本軍地上部隊に継続的に爆撃を加え、地上軍にも少なからず損害が生じていた。菅原が絶対的制空権の確保を優先するあまり、地上支援が少ない感じていた第25軍司令官の山下は「まずは地上作戦協力の方が緊急」という不満を抱いていた。山下の不満を受けて南方軍参謀谷川一男大佐は、「遠藤三郎率いる第3飛行団を第3飛行集団から第25軍の指揮下に移してはどうか」とする案を菅原ら第3飛行集団に示したが、菅原らは谷川の提案を一蹴、遠藤が「まずは何より重要なことは全般の制空権を獲得し、その傘の下で作戦することである」との意見を谷川に返した。そのため、引き続き第3飛行団は第3飛行集団の指揮下で菅原の方針通り、制空権確保に全力を投入し、1941年12月21日、第3飛行団がイポーとクアラルンプールでバッファローを4機撃墜、翌22日には陸軍航空隊の最新鋭戦闘機一式戦闘機（隼）を配備した加藤建夫中佐率いる飛行第64戦隊の隼23機がクアラルンプール飛行場を攻撃、迎撃に現れたイギリス空軍第453飛行隊のバッファローと交戦して15機を撃墜するなど航空殲滅戦を展開し制空権を確保していき、菅原の作戦通り、全般の制空権を確保した第3飛行集団の地上協力によりイギリス軍地上部隊は各地で第25軍に撃破され、シンガポールに向けて退却していった。
第3飛行集団は、北マレーに配備されていたイギリス軍機100機のうち50機を撃墜破して撤退させ、北マレーの制空権を確保したため、菅原は司令部をカンボジアのプノンペンからマレー半島のスンゲイパタニに前進させた。しかし、菅原の進出直後にスンゲイパタニがブリストル ブレニム爆撃機に奇襲攻撃を受け、あわや全滅か、という窮地に陥ったこともあった。
シンガポールが近づいた1942年1月8日、菅原は第25軍のシンガポール攻略支援のために入念な航空殲滅作戦を命じた。菅原の命令に基づき、1月12日に72機もの大編隊がシンガポールを空襲、迎撃してきたバッファロー10機を撃墜し、重爆撃機は悠々とイギリス軍飛行場を爆撃した。この日はさらに第2撃も加えられ、イギリス空軍に多大な損害を与えた。翌13日には、菅原はより前線に近い場所で指揮を執るため、スンゲイパタニで敵機の爆撃によりあわやという経験をしたのにもかかわらず、恐れることなくクアラルンプールまで司令部を前進させた。第3飛行集団は1月18日までシンガポールに激しい空爆を加えて、12日からの累計の戦果は敵機110機撃墜破にも上った。その後は、マレー西海岸をシンガポールに向けて猛進している近衛師団の航空支援を行ったが、イギリス軍機の活動はなおも活発であり、1月18日には菅原の司令部があるクアラルンプールも爆撃を受け、菅原は無事であったが、地上で数機の日本軍機が撃破され、死者3名を含む多数の死傷者が出た。
シンガポールのイギリス空軍には、1942年1月はじめに中東から新型戦闘機ホーカー ハリケーン2個中隊約50機が補充されており第3飛行集団の脅威となっていたが、1942年1月20日に、新鋭戦闘機ハリケーンと加藤率いる第64戦隊が初めて交戦。この空戦で隼は1機を失いつつも敵指揮官機を含むハリケーン3機を撃墜して完勝し、隼の優位性を実証している。その後もハリケーンは日本軍の空襲の迎撃に出撃するが、そのたびに損失が膨んで、イギリス軍のハリケーンへの期待は裏切られた格好となった。
そしてエンドウ沖で壊滅的な損害を被ったイギリス空軍に対して、第3飛行集団は爆撃機によりシンガポールのイギリス軍飛行場を連日攻撃し、たまらずマレー方面のイギリス空軍司令官ホッバム空軍大将やガルフォード空軍少将はシンガポールを脱出し、日本軍から撃墜撃破を逃れた残存機もジャワやスマトラ島に待避してしまった。

### シンガポール島攻略作戦

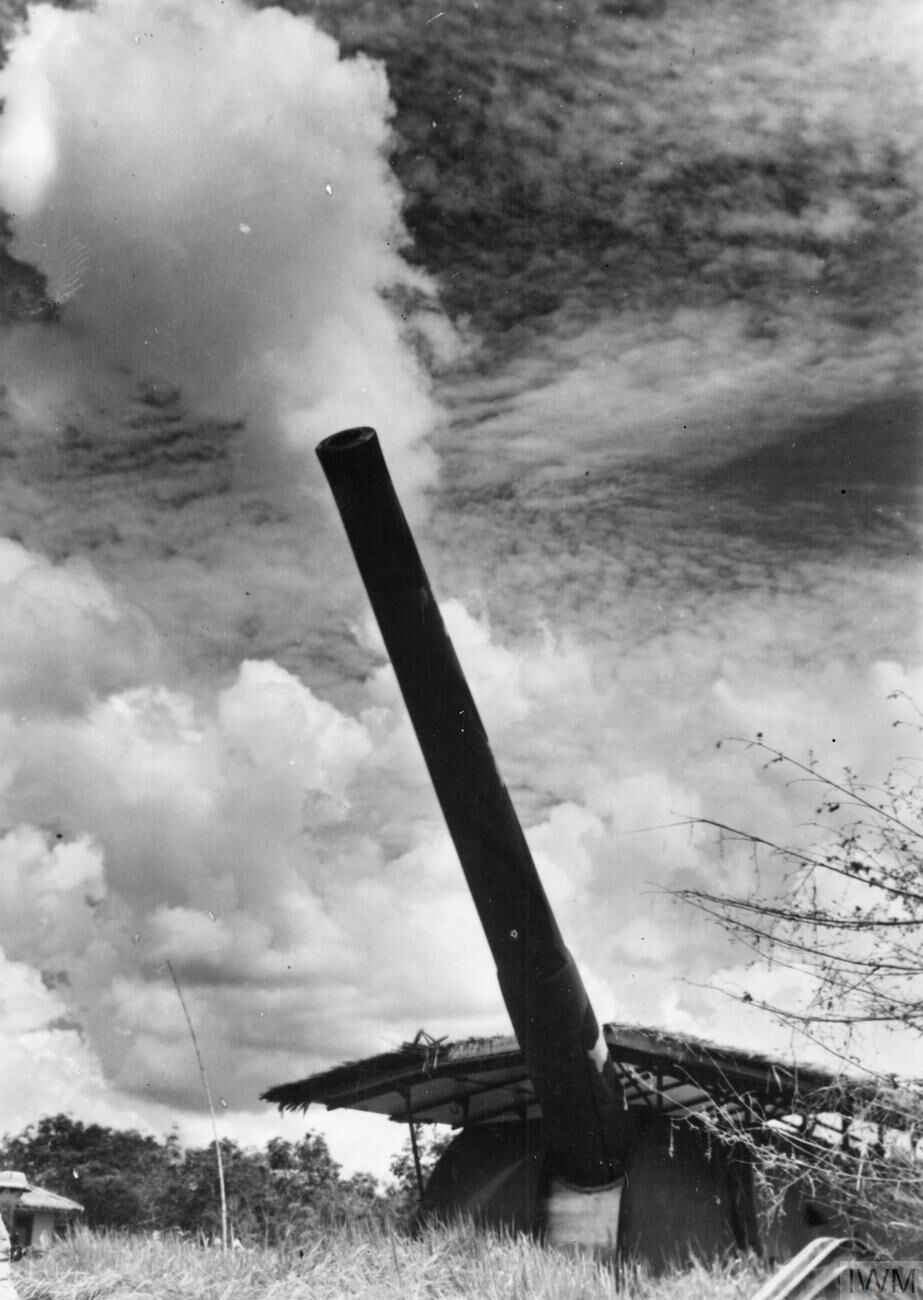
シンガポール要塞の15インチ沿岸砲

1942年1月31日、第25軍司令部はクルアンの戦闘司令所に第五師団、第十八師団、近衛師団の参謀らを集めてシンガポール島の攻撃準備に関する軍命令を下した。命令に従い、第五師団、第十八師団、近衛師団、軍砲兵隊は準備を行った。2月4日、第25軍は戦闘司令所をスクダイに前進させ、6日各兵団長、独立部隊長を集めて攻撃命令を下し、軍司令官が訓辞を行った。第三飛行集団はシンガポール作戦と南部スマトラ作戦（2月10日攻撃開始予定）の準備を同時に進め、シンガポール島攻撃開始は7日夜とした。
2月4日朝、軍砲兵隊は射撃準備を終え、以後逐次射撃を開始し、シンガポール島に対する攻撃は軍砲兵の攻撃準備射撃で始まった。8日、軍主力の渡航開始。
10日夜、連合軍の主陣地と予想されていたパンジャン付近の要線は大きな抵抗もなく予想外にたやすく攻略できた。11日朝、第25軍司令官は英軍司令官に対し降伏勧告文を通信筒で飛行機から投下させた。英軍の抵抗はシンガポール市街の周辺でにわかに強化され、日本の弾薬は欠乏したが、15日午後、英軍は降伏した。英軍司令官パーシヴァル中将は降伏の原因は断水にあると語っている。14日に砲撃、空襲で送水管、水道管が破裂し、15日給水状況は逼迫し、専門家が今後一昼夜の給水しかできないと判断したという。
2月15日午後10時、停戦となり、シンガポールの攻略作戦は終了した。
第25軍の発表では、2月末日までに判明したシンガポール攻略作戦間の戦果と損害は、捕虜が約10万人、日本の戦死1713名、戦傷3378名。イギリス軍は約5,000名が戦死し、同数が戦傷した。
1942年5月18日、南方軍は南方軍第三期作戦を終了した。英領マレー方面の第三期作戦では要域の安定確保を定めていた。

## 参加兵力

### 日本軍
陸軍

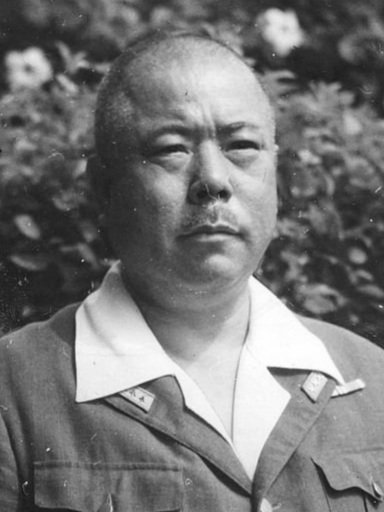
山下奉文中将

- 第25軍 - 司令官：山下奉文中将、参謀長：鈴木宗作中将、参謀副長：馬奈木敬信少将、高級参謀：池谷半二郎大佐、作戦主任参謀：辻政信中佐
  - 第5師団 - 師団長：松井太久郎中将、4個歩兵連隊（歩兵第11、第21、第41、第42連隊）、捜索第5連隊、工兵第5連隊、砲兵第5連隊基幹
  - 近衛師団 - 師団長：西村琢磨中将、3個歩兵連隊（近衛歩兵第3、第4連隊、第5連隊）、近衛捜索連隊基幹
  - 第18師団 - 師団長：牟田口廉也中将、3個歩兵連隊（歩兵第124連隊（川口支隊）欠）、歩兵第56連隊（佗美支隊）は12/8コタバル上陸、歩兵第55連隊（木庭支隊）は12/28コタバル着、歩兵第114連隊と師団主力は1/23シンゴラ着
  - 第3戦車団 - 戦車第1、第2、第6、第14連隊
  - 独立工兵第4、第15、第23連隊
  - 独立山砲兵第3連隊、野戦重砲兵第3、第18連隊
- 第3飛行集団 - 集団長：菅原道大中将、作戦機459機、予備153機、作戦後半には一部を残し蘭印方面へ転用
- 第56師団（マレー作戦には最終的に参加せずビルマ戦線へ転進）
- 輸送船 - 東山丸、金華丸、阿蘇山丸、神川丸、山陽丸、白馬山丸　淡路山丸、綾戸山丸、山浦丸、智利丸、錦隆丸、鬼怒川丸、相模丸、宏川丸(他3隻)
- 防空基幹船：佐倉丸

海軍
- 南遣艦隊（馬来部隊） - 鳥海以下重巡5隻、軽巡1隻、駆逐艦14隻、駆潜艇1隻、司令長官：小沢治三郎海軍中将
- 南方艦隊 - 戦艦2隻、重巡2隻、駆逐艦10隻　指揮官：近藤信竹海軍中将
- 第22航空戦隊 - 司令官：松永貞市少将、作戦機158機、予備29機

### イギリス軍

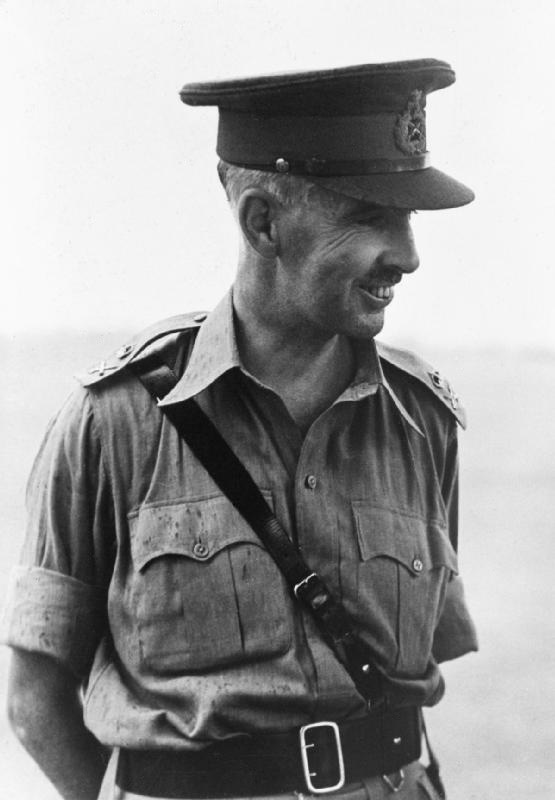
アーサー・パーシヴァル中将

- マレー軍（司令官アーサー・パーシヴァル中将）
  - イギリス領インド帝国軍（英印軍）
    - 第3軍団（Indian III Corps） - 第11師団第6、第15旅団（ジットラ）、第9師団第8旅団（コタバル）、第9師団第22旅団（クアンタン）、第28旅団（軍団予備、イポー）
    - 第12旅団（軍予備、ポートディクソン）
    - 第45旅団（1月上旬シンガポール着[158]）、第53旅団（1月中旬同着）、第44旅団（1/25同着）

  - オーストラリア軍
    - 第8師団（Australian 8th Division） - 第22旅団（メルシン）、第27旅団（クルアン）

  - イギリス軍
    - 第18師団（British 18th Infantry Division） - 第53旅団（1月中旬シンガポール着）、第54、第55旅団（1/28同着）
    - シンガポール要塞守備隊

  - マレー人部隊 - 第1、第2旅団（シンガポール）
- 東洋艦隊
  - Z部隊（司令長官：トーマス・フィリップス海軍大将） - 戦艦プリンス・オブ・ウェールズ及び巡洋戦艦レパルス基幹
- 空軍（246機）

## 影響

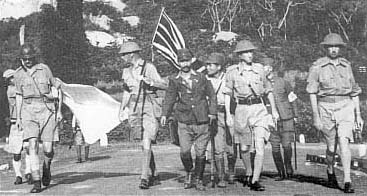
降伏するイギリス軍

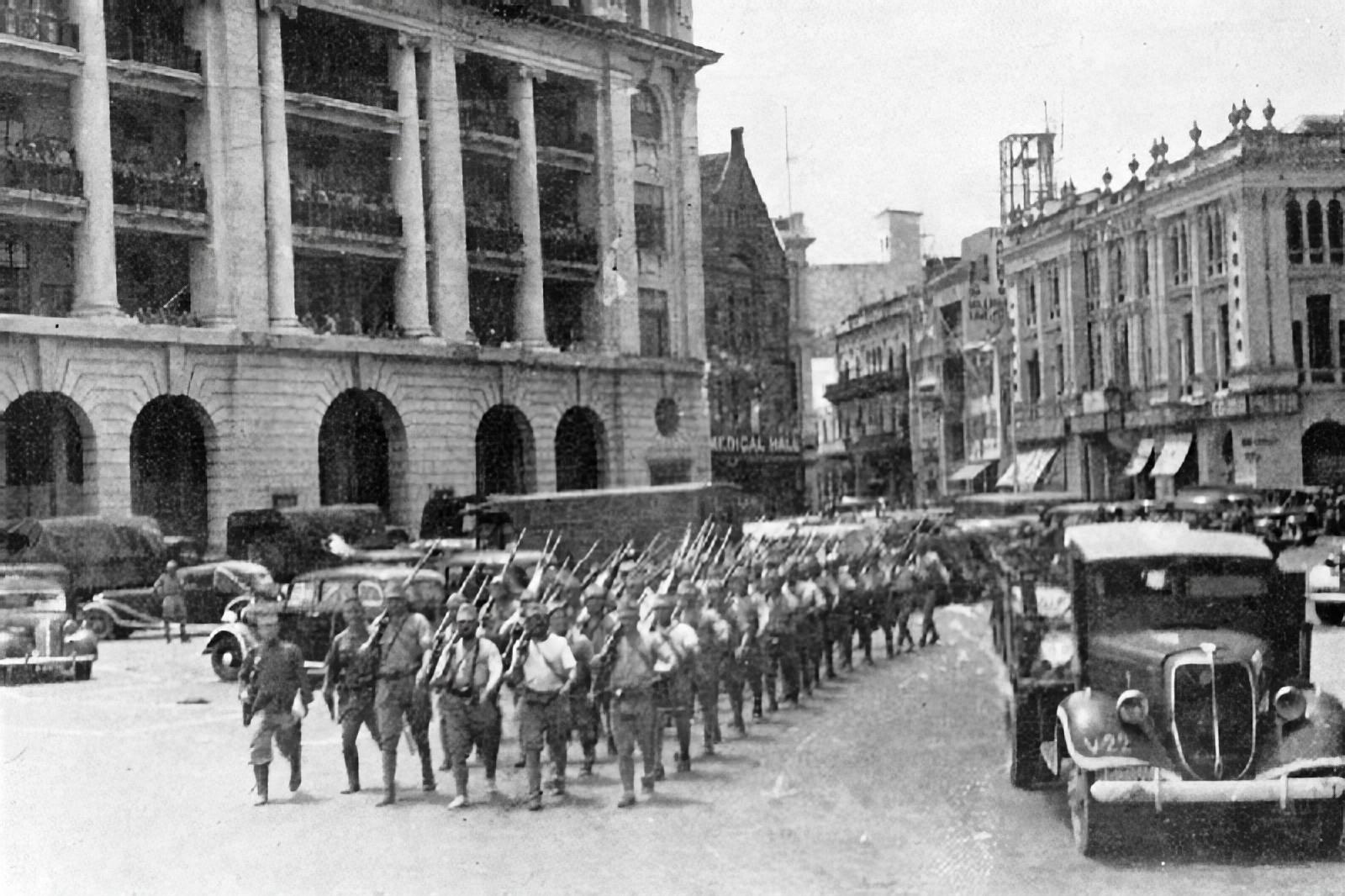
シンガポール市内を行進する日本軍

日本軍は驚異的な速度でマレー半島を進軍し、イギリス軍を急追して開戦以来70日でマレー半島およびシンガポールを陥落させた（当時のシンガポールの状況）。日本軍は戦前から周到な準備を重ね、陸軍の進撃を海軍と航空部隊が支援し（ただし第3飛行集団は作戦後半になって蘭印方面へ転用された）、また歩兵、工兵、戦車がよく協力しあった。日本軍の南方作戦は順調なスタートを切り、その後3月にはオランダの植民地のジャワ島、5月にはイギリスの植民地の現ミャンマーを制圧して、開戦時に於ける作戦目標を達成した。
一方、イギリス軍は本土防衛に注力せざるを得ない状況であった上に、情報不足ということもあり敵の戦力を過小評価して準備不足のまま戦争に突入した。植民地から調達した多民族からなる軍隊はまとまりを欠き、陸海空相互の協力も不十分であった。
兵站に関しては、日本軍はイギリス軍から鹵獲した食糧、燃料、軽火器等を活用した。糧食は日本軍のものより味も良く兵士たちは「チャーチル給養」と名づけて喜んだという。当時マレーには500万の人口が居住し肥沃で農業が盛んで食糧は豊かであったため、現地での食糧などの調達も円滑に進んだ。このようにして本来兵站能力に欠けた日本軍は、貧弱な補給部隊に依存することなく軽快に行動できた（後日、兵站能力に欠ける日本軍は人口希薄で食糧生産の乏しいガダルカナルやニューギニアで飢餓に苦しんだ）。
なお、逃げ遅れたイギリス軍のホーカー ハリケーンやブルースターF2A バッファローなどの主力戦闘機や、ロッキードハドソンなどの輸送機が完全な状態のまま多数鹵獲され、一部の機材は現地で日本軍によりそのまま利用されたほか、後に日本本土に送られ性能テストなどに使用された。
第18師団長牟田口廉也中将は、マレー作戦で英印軍を難なく破ったことで、「中国軍より弱い。果敢な包囲、迂回を行えば必ず退却する」という認識を持った。
東南アジアにおける最大の植民地であるマレー半島およびアヘン貿易の中継地シンガポールの陥落、そして同時期の香港、上海の陥落、後のビルマ陥落と併せて、これまで数世紀にわたって行われたアヘン貿易は壊滅。イギリスのアジア植民地支配の転換点となり、「植民地帝国」としてのイギリスの崩壊を決定づけた。
戦後これらの地はイギリスの植民地に復帰したものの、各地で独立指導者を中心とした民族主義が高揚した上に、本土も戦火で荒廃したイギリスはもはや遠方の植民地を維持するだけの国力を持たなかったため、これまでの様なイギリスの地位は長くは保たなかった。マレー半島一帯（タイ領土除く）は1957年にマラヤ連邦としてイギリスから独立した。

## 主題にした作品
映画
- 『ハワイ・マレー沖海戦』山本嘉次郎監督、東宝映画、1942年
- 『シンガポール總攻撃』島耕二監督、大映、1943年
- 『マライの虎』古賀聖人監督、大映多摩川、1943年
- 『マレー死の行進 アリスのような町』ジャック・リー監督、イギリス映画、1956年
- 『静かなり暁の戦場』小森白監督、新東宝、1959年
- 『大日本帝国』舛田利雄監督、東映、1982年
- 『ハリマオ』和田勉監督、松竹、1989年
- 『少年義勇兵』ユッタナー・ムクダーサニット監督、タイ映画、2000年
- 『アドナン中尉』アズィズ・M・オスマン監督、マレーシア映画、2000年
- 『夕霧花園』トム・リン監督、マレーシア映画、2019年

ゲーム
- 1942（ボードゲーム） - コマンドマガジン日本版第57号付録、国際通信社